# Episodi di Ugly Americans (prima stagione)
La prima stagione della serie animata Ugly Americans, composta da 14 episodi, è stata trasmessa negli Stati Uniti, da Comedy Central, dal 17 marzo al 17 novembre 2010.
In Italia la stagione viene trasmessa dal 10 giugno al 2 luglio 2025 su Comedy Central.
| nº | Codice di produzione | Titolo originale                | Titolo italiano                         | Prima TV USA     | Prima TV Italia |
| -- | -------------------- | ------------------------------- | --------------------------------------- | ---------------- | --------------- |
| 1  | 101                  | Pilot                           | Tagli al Dipartimento dell'Integrazione | 17 marzo 2010    | 10 giugno 2025  |
| 2  | 103                  | An American Werewolf in America | Un lupo mannaro americano in America    | 24 marzo 2010    | 11 giugno 2025  |
| 3  | 102                  | Demon Baby                      | Il piccolo demonio                      | 31 marzo 2010    | 12 giugno 2025  |
| 4  | 104                  | Blob Gets Job                   | Blob trova lavoro                       | 7 aprile 2010    | 13 giugno 2025  |
| 5  | 106                  | Treegasm                        | Troncasmo                               | 14 aprile 2010   | 17 giugno 2025  |
| 6  | 105                  | So, You Want to Be a Vampire?   | Quindi, vorresti diventare un vampiro?  | 21 aprile 2010   | 18 giugno 2025  |
| 7  | 107                  | Kong of Queens                  | Kong of Queens                          | 28 aprile 2010   | 19 giugno 2025  |
| 8  | 108                  | Better Off Undead               | Meglio zombie che innamorato            | 6 ottobre 2010   | 20 giugno 2025  |
| 9  | 111                  | Kill, Mark... Kill!             | Uccidi, Mark... Uccidi!                 | 13 ottobre 2010  | 24 giugno 2025  |
| 10 | 109                  | Sympathy for the Devil          | Un sindaco infernale                    | 20 ottobre 2010  | 25 giugno 2025  |
| 11 | 112                  | Hell for the Holidays           | Al diavolo le feste                     | 27 ottobre 2010  | 26 giugno 2025  |
| 12 | 113                  | Trolling for Terror             | Il troll semina panico                  | 3 novembre 2010  | 27 giugno 2025  |
| 13 | 110                  | Soul Sucker                     | La succhia-anime                        | 10 novembre 2010 | 1° luglio 2025  |
| 14 | 114                  | The Manbirds                    | Gli uomuccelli                          | 17 novembre 2010 | 2 luglio 2025   |